# 오스트리아의 연방총리

오스트리아의 국장

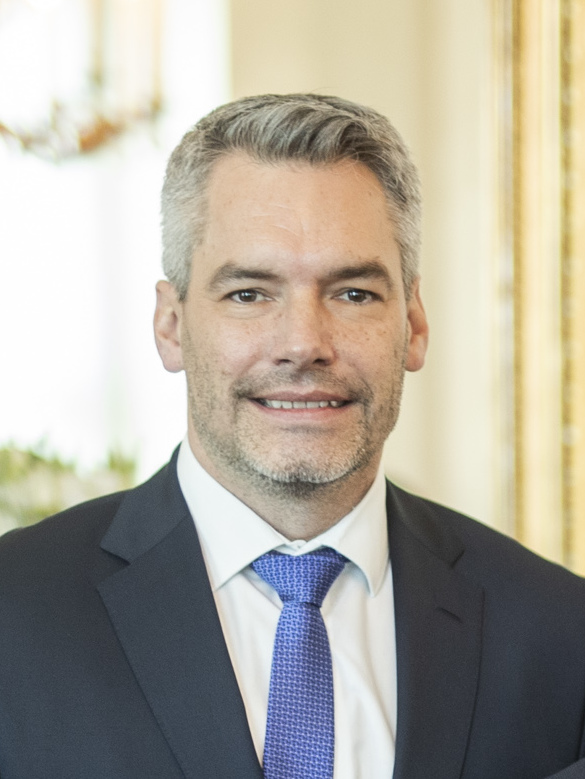
현 오스트리아 연방수상 카를 네하머(2020년 1월)

오스트리아의 연방총리(독일어: Bundeskanzler)는 오스트리아의 내각 수반이다. 오스트리아는 의원내각제에 가까운 이원집정부제의 정부형태를 운영하고 있으며, 총리는 형식적으로는 내각 구성원과 동등하지만 사실상 오스트리아 정치의 중심이다.
2021년 12월 현재, 오스트리아의 총리는 카를 네하머이다. 2021년 12월 6일 취임하였다.

## 같이 보기
- 오스트리아의 정치
- 오스트리아의 연방총리 목록
- 오스트리아의 부총리
- 오스트리아의 대통령